# Evonne Goolagong
Evonne Fay Goolagong Cawley (Griffith, Új-Dél-Wales, Ausztrália, 1951. július 31. –) egykori világelső, háromszoros Fed-kupa-győztes visszavonult ausztrál teniszezőnő, az 1970-80-as évek egyik legjobb női teniszezője.
14 Grand Slam-címet nyert, hetet egyéniben (négyszer az Australian Opent, kétszer Wimbledont, egyszer a Roland Garrost), hatot párosban, egyet vegyes párosban. Pályafutása során egyéniben 86, párosban 46 tornagyőzelmet aratott.
1988-ban a teniszhírességek csarnokának (International Tennis Hall of Fame) tagjai közé választották.

## Egyéni Grand Slam-döntői

### Megnyert döntők (7)
| Év   | Bajnokság                      | Ellenfél a döntőben  | Döntő eredménye |
| 1971 | Roland                         | Helen Gourlay Cawley | 6–3, 7–5        |
| 1971 | Wimbledon                      | Margaret Court       | 6–4, 6–1        |
| 1974 | Australian Open                | Chris Evert          | 7–6, 4–6, 6–0   |
| 1975 | Australian Open (2)            | Martina Navratilova  | 6–3, 6–2        |
| 1976 | Australian Open (3)            | Renáta Tomanová      | 6–2, 6–2        |
| 1977 | Australian Open (December) (4) | Helen Gourlay Cawley | 6–3, 6–0        |
| 1980 | Wimbledon (2)                  | Chris Evert          | 6–1, 7–6        |

### Elveszített döntők (11)
| Év   | Bajnokság       | Ellenfél a döntőben | Döntő eredménye |
| 1971 | Australian Open | Margaret Court      | 2–6, 7–6, 7–5   |
| 1972 | Australian Open | Virginia Wade       | 6–4, 6–4        |
| 1972 | Roland Garros   | Billie Jean King    | 6–3, 6–3        |
| 1972 | Wimbledon       | Billie Jean King    | 6–3, 6–3        |
| 1973 | Australian Open | Margaret Court      | 6–4, 7–5        |
| 1973 | US Open         | Margaret Court      | 7–6, 5–7, 6–2   |
| 1974 | US Open         | Billie Jean King    | 3–6, 6–3, 7–5   |
| 1975 | Wimbledon       | Billie Jean King    | 6–0, 6–1        |
| 1975 | US Open         | Chris Evert         | 5–7, 6–4, 6–2   |
| 1976 | Wimbledon       | Chris Evert         | 6–3, 4–6, 8–6   |
| 1976 | US Open         | Chris Evert         | 6–3, 6–0        |

## Páros Grand Slam-döntői

### Megnyert döntők (6)
| Év   | Bajnokság                      | Partner              | Ellenfelek a döntőben                      | Döntő eredménye                                |
| 1971 | Australian Open                | Margaret Court       | Jill Emmerson Lesley Hunt                  | 6–0, 6–0                                       |
| 1974 | Australian Open (2)            | Peggy Michel         | Kerry Harris Kerry Melville Reid           | 7–5 6–3                                        |
| 1974 | Wimbledon                      | Peggy Michel         | Karen Krantzcke Helen Gourlay Cawley       | 2–6, 6–4, 6–3                                  |
| 1975 | Australian Open (3)            | Peggy Michel         | Olga Morozova Margaret Court               | 7–6, 7–6                                       |
| 1976 | Australian Open (4)            | Helen Gourlay Cawley | Renáta Tomanová Lesley Turner Bowrey       | 8–1                                            |
| 1977 | Australian Open (december) (5) | Helen Gourlay Cawley | Kerry Melville Reid Mona Schallau Guerrant | megosztott győzelem a döntőt nem játszották le |

## Vegyes páros Grand Slam-döntői

### Megnyert döntő (1)
| Év   | Bajnokság     | Partner     | Ellenfelek a döntőben              | Döntő eredménye |
| 1972 | Roland Garros | Kim Warwick | Françoise Durr Jean Claude Barclay | 6–2, 6–4        |

### Elveszített döntő (1)
| Év   | Bajnokság | Partner     | Ellenfelek a döntőben        | Döntő eredménye |
| 1972 | Wimbledon | Kim Warwick | Rosemary Casals Ilie Năstase | 6–4, 6–4        |